# Tani (distrikt)
Tani är ett distrikt i Afghanistan. Det ligger i provinsen Khost, i den östra delen av landet, 160 kilometer söder om huvudstaden Kabul. Administrativ huvudort är Tani.
Distriktet beräknades år 2022 ha cirka 70 000 invånare.